# تاتاراشتی
تاتاراشتی (به لاتین: Tătărăști) یک سکونتگاه مسکونی در رومانی است که در شهرستان باکائو واقع شده‌است.

## خصوصیات
تاتاراشتی ۲٬۶۲۳ نفر جمعیت دارد.